# Kaarlo Pinomaa
Kaarlo Artturi Pinomaa, född 12 augusti 1917 i Kristina, död 10 maj 2005 i Helsingfors, var en finländsk arkitekt. 
Pinomaa avlade studentexamen i Viborg 1937 och utexaminerades som arkitekt från Tekniska högskolan i Helsingfors 1946. Han flyttade därefter till Sverige, där han var chef för arkitektavdelningen vid HSB:s bostadsfabriker 1946–1951, innehavare av en arkitektbyrå tillsammans med Curt Strehlenert och Olle Elgquist 1950–1952. Han bedrev egen arkitektverksamhet i Helsingfors från 1952 och var teknisk ledare och chefsarkitekt för Norrbottenskommunernas arkitekt- och byggnadskontor (NAB) i Luleå 1958–1960. Han hade stor betydelse som bostadsplanerare i Finland under 1960- och 1970-talen.